# Baguio
Baguio City, ou Baguio, aussi connue comme la capitale d'été des Philippines ou la cité des pins, est une ville des Philippines située dans la province de Benguet  sur l'île de Luçon. Construite au début des années 1900 sur des plans de l'architecte Daniel Burnham, elle accueille jusqu'en 1976 le gouvernement philippin lors de la période estivale, en raison de son altitude permettant d'échapper à la chaleur de Manille.

## Étymologie
Le nom de la ville vient du mot Bagiw, en Ibaloy (le langage indigène de Benguet), qui signifie mousse, hispanisé en Baguio .

## Géographie
La ville, à 260 km au nord de Manille, est située à une altitude de 1 500 mètres environ, sur le sommet des montagnes de Baguio.

## Histoire

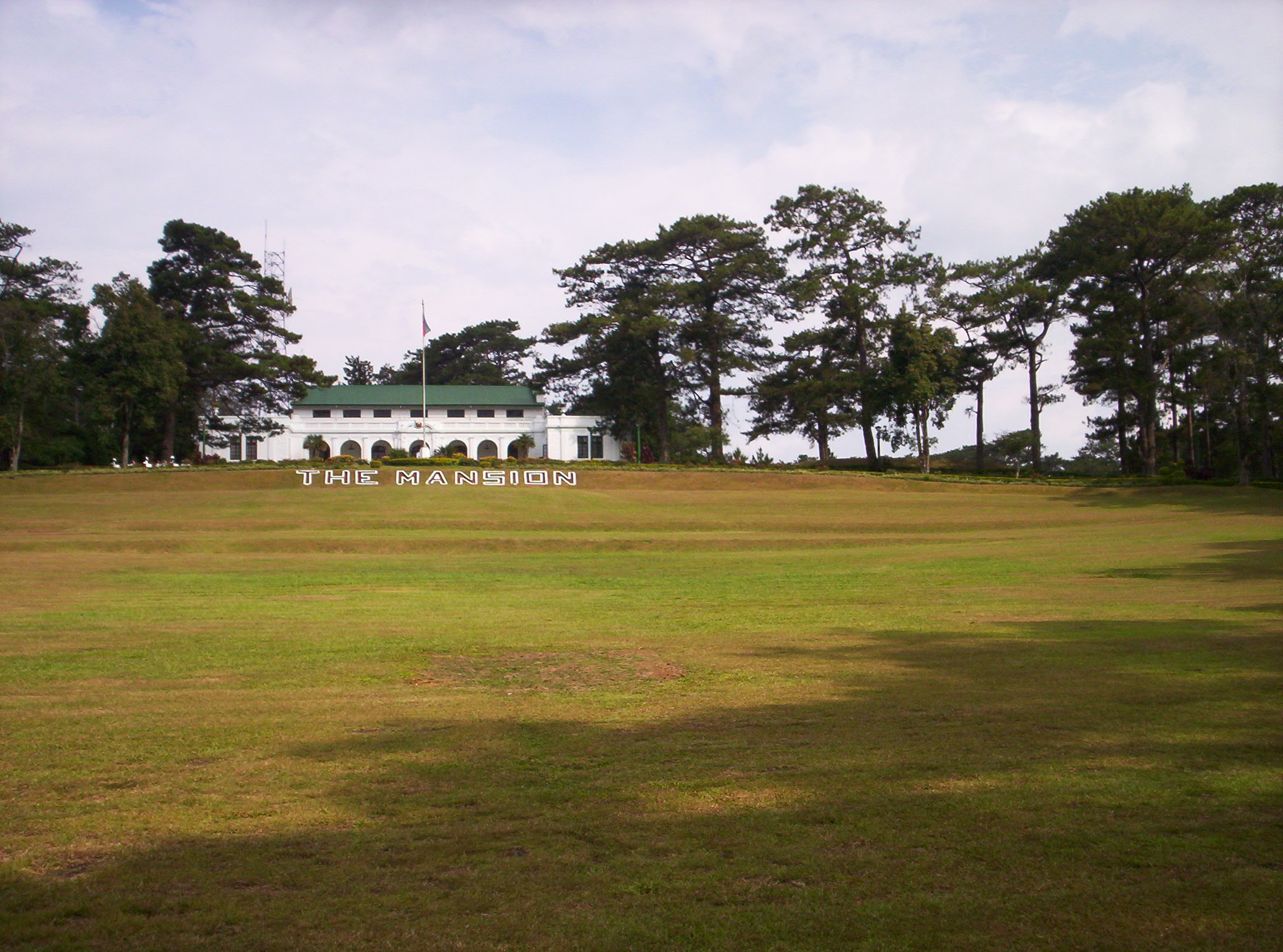
Manoir présidentiel ou The Mansion.

Avant l'apparition de la ville, les lieux sont occupés par des tribus Kankanaey (en) et Ibaloi (en) et portent le nom de Kafagway.
Peu après la vente des Philippines aux États-Unis par l'Espagne en 1898 (Traité de Paris), l'administration civile américaine trouve la localité de Baguio agréable, notamment en raison de la fraîcheur liée à son altitude,. Elle décide successivement d'en faire le lieu de résidence du nouveau gouvernement provincial de Benguet en 1900, le lieu d'accueil d'une base de repos de l'armée américaine en 1903 (camp John Hay) puis la « capitale d'été des Philippines » le 9 septembre 1909,. L'Académie militaire philippine y est établie depuis 1908.
Les premiers plans de la ville ont été conçus par l'architecte Daniel Burnham connu pour la restructuration qu'il fit de la ville de Chicago.
Durant la guerre du Pacifique, les Japonais bombardent la ville le 8 décembre 1941, puis l'occupent en s'installant au camp John Hay à partir du 27 décembre 1941. La ville est ensuite le théâtre de la bataille de Baguio de février à avril 1945 qui oppose les forces américaines et japonaises dans le cadre de la campagne de Luçon lors de la libération alliée des Philippines. La capitulation japonaise, formalisée par la reddition du général Tomoyuki Yamashita au camp John Hay marque le début des reconstructions d'après guerre.
Après la fin du Commonwealth des Philippines et l'indépendance en 1946, la ville reste le siège d'été du gouvernement philippin jusqu'en 1976, ce qui contribue à son développement et à sa très bonne connexion avec Manille (routière, ferroviaire, aérienne). Seule la Cour suprême continue jusqu'à nos jours de perpétuer la tradition d'y siéger l'été.
Alors que la ville est la première destination touristique du pays depuis l'après-guerre, elle est fortement endommagée par le tremblement de terre qui frappe l'île de Luçon le 16 juillet 1990.
Le 1er juillet 1991, le camp John Hay est restitué par les États-Unis aux Philippines, qui le mettent en concession à un opérateur privé.

## Démographie
Selon le recensement de 2010, la ville compte une population de 318 676 habitants, en augmentation par rapport à 2000 (252 386 habitants).

## Institutions et lieux remarquables
La ville compte plusieurs lieux remarquables, parmi lesquels Burnham Park, les sources chaudes d'Asin, et le mont Santo Tomas (en).
La ville accueille l'université Saint Louis (en), l'université de Baguio (en), et l'université des Philippines Baguio . 
Baguio est aussi le siège de l'administration de la région de la Cordillère.

## Personnalités liées
- Joan Carling, née en 1963 à Baguio, défenseur des droits de l'Homme, des peuples autochtones et de l'environnement.
- Dr Andrei Domogo, premier Igorot promu docteur Ph.D (math. et science informatique) de l'Université des Philippines Baguio [7], est un modèle (role model) et une inspiration pour les jeunes [8].

## Sport

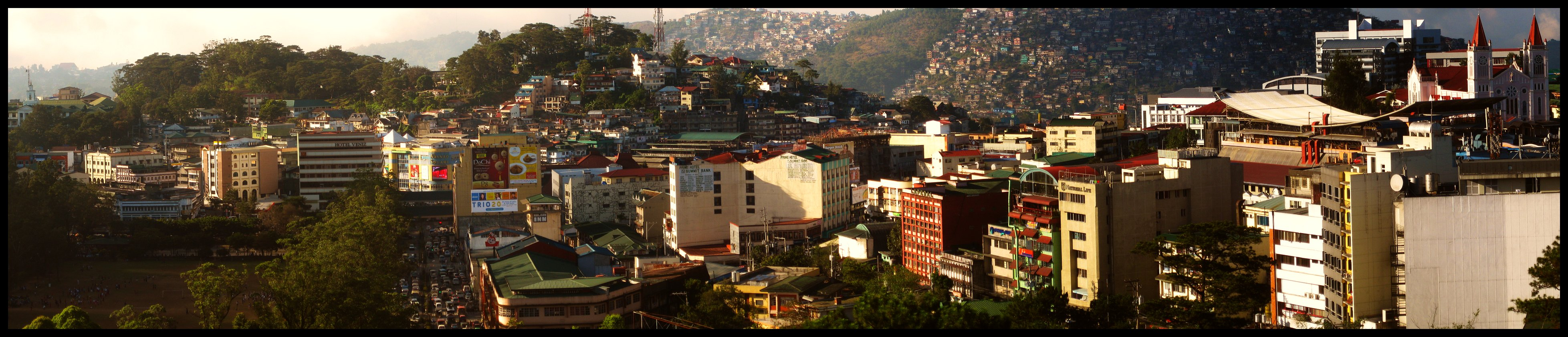
Vue de Baguio

La ville a accueilli le championnat du monde d'échecs de 1978 entre Anatoli Karpov et Viktor Kortchnoï qui dura 94 jours (du 17 juillet au 18 octobre 1978).

Vues de Baguio
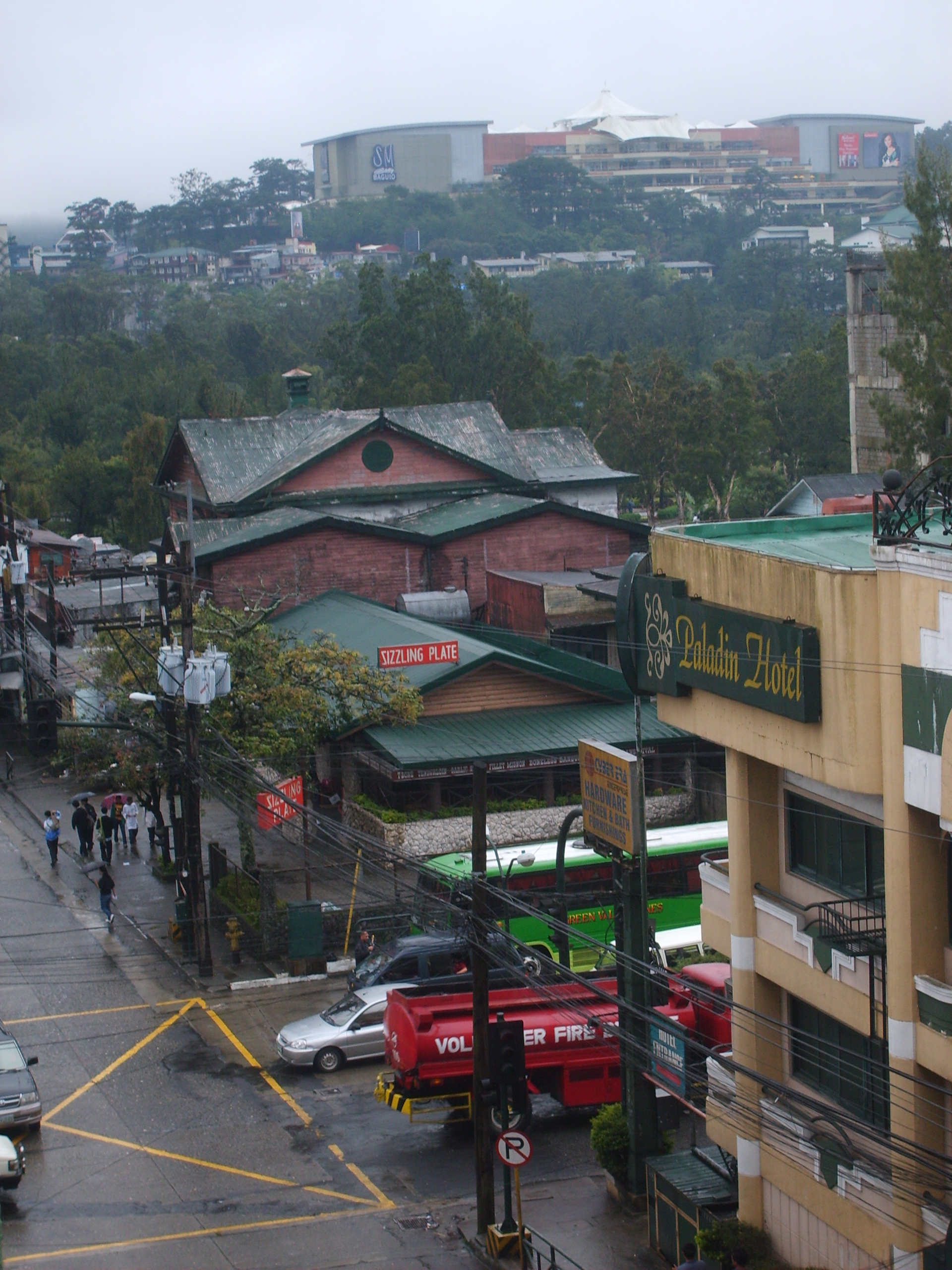
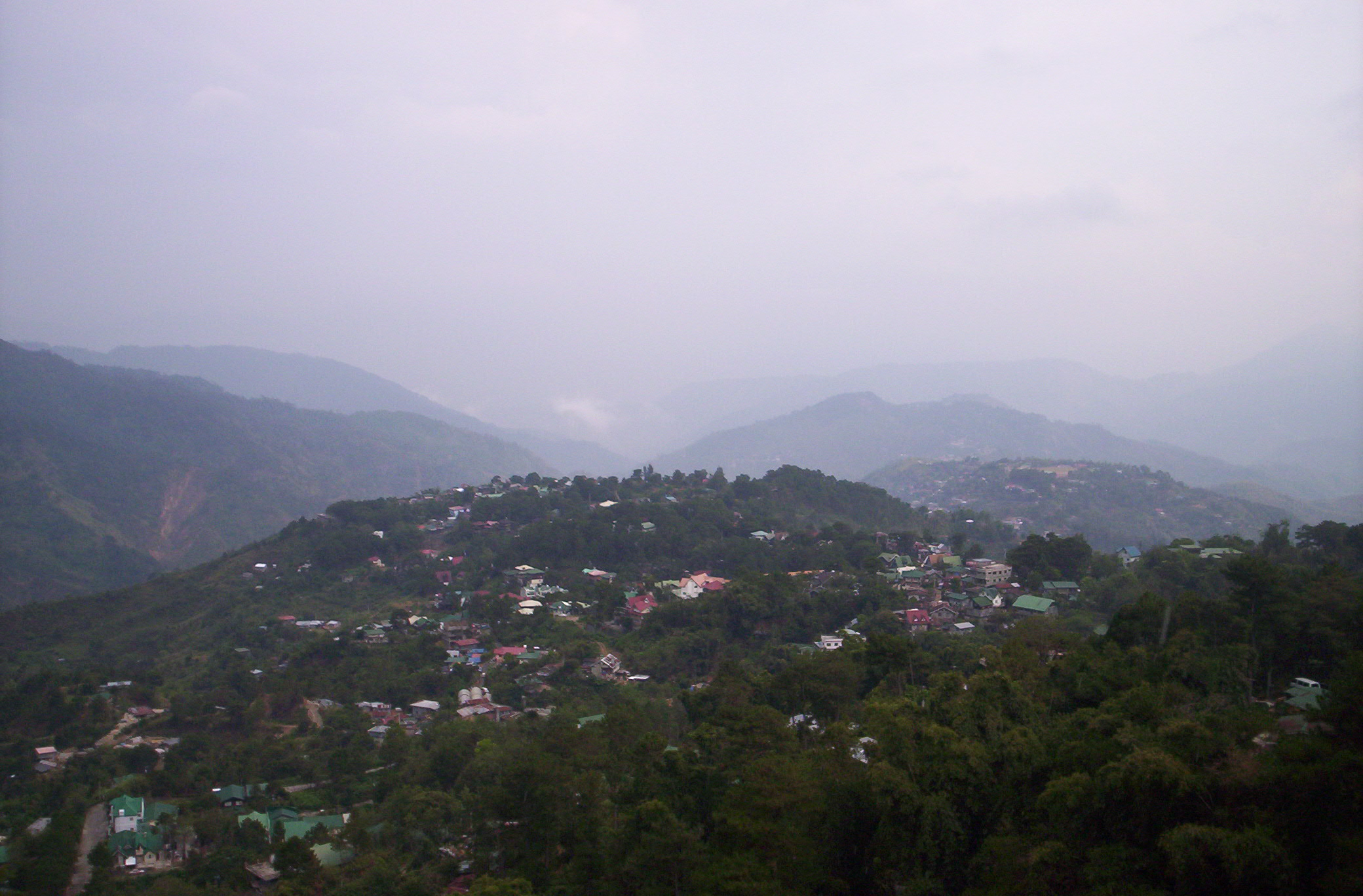
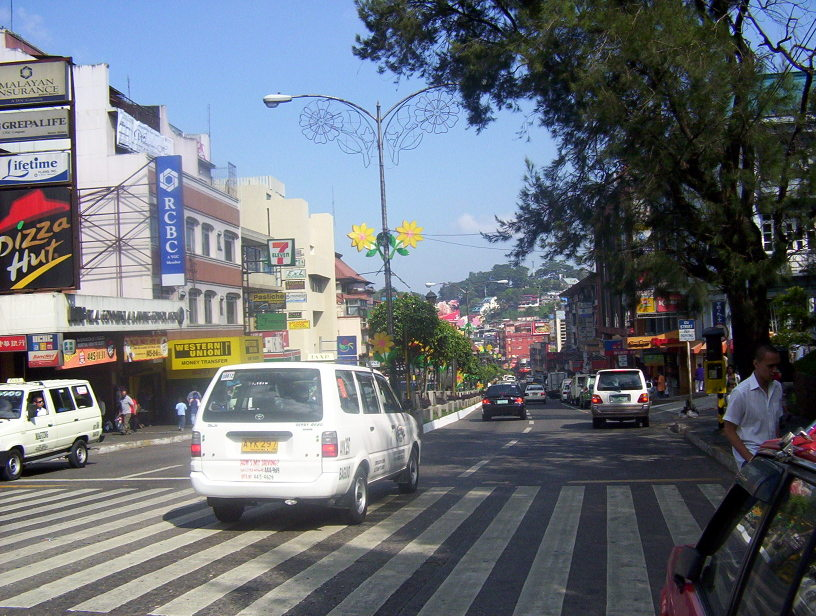
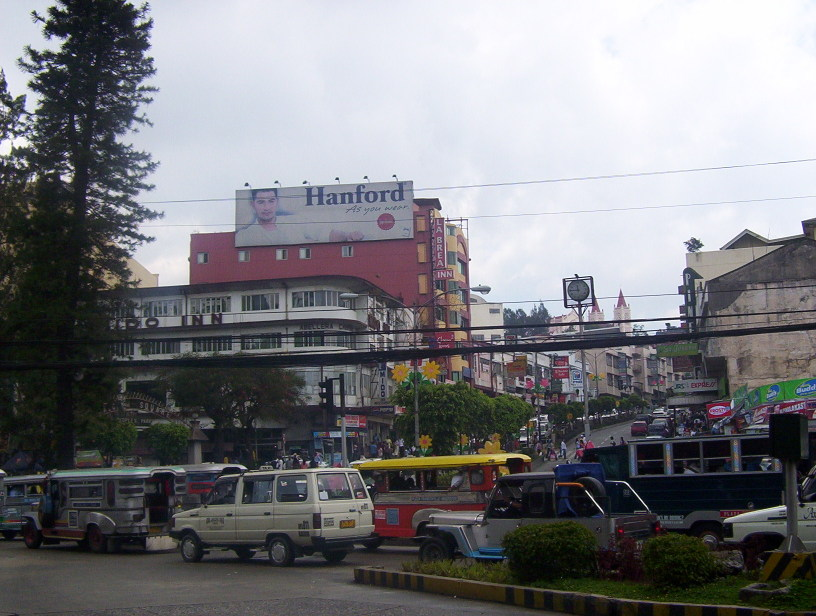